# Пьотър Анжу
Вижте пояснителната страница за други личности с името Анжу.
Пьотър Фьодорович Анжу (на руски: Пётр Фёдорович Анжу) е руски адмирал, полярен изследовател.

## Биография

### Произход и младежки години (1797 – 1820)
Роден е на 15 февруари 1797 година във Вишний Волочок, Тверска губерния. Френската фамилия е от дядо му, по народност французин, заселил се в Москва през втората половина на XVIII век, а баща му, който приема руско поданство, е медицински работник.
През 1815 Анжу завършва Морския кадетски корпус с чин мичман. На 1 януари 1820 Анжу е произведен в лейтенант и назначен за началник на Уст-Янската полярна експедиция (1820 – 1824).

### Експедиционна дейност (1821 – 1826)
През 1821 – 1823 г., заедно с щурмана Пьотър Иванович Илин, Анжу изследва и съставя карта на северния бряг на Сибир между устията на реките Оленьок и Индигирка и Новосибирските острови (около 38 хил. км2). За повече от две години Анжу изминава през зимните месеци с кучешки впрягове около 10 хил. км, а през летните – на коне или лодки над 4 хил. км.
Открива северния бряг на остров Котелни, а на 23 март 1822, на север от него – остров Фигурин (76º 20` с.ш., 141º 20` и.д., днес не съществува). На базата на астрономически определени пунктове картира северното крайбрежието на Сибир между устията на реките Индигирка и Оленьок и доказва, че северно от Новосибирските острови не съществува земя. За проявения героизъм при изследването на крайбрежието на Сибир Анжу е повишен в звание капитан-лейтенант.
През 1825 – 1826 участва във военната експедиция на полковник Фьодор Фьодорович Берг, по време на която извършва барометрична нивелация между Каспийско и Аралско море с цел проектирането и построяването на канал между двете морета.

### Следващи години (1827 – 1869)
През лятото на 1827 служи на кораба „Гангут“ като помощник капитан и ръководейки корабната артилерия участва в знаменитото Наваринско сражение на 21 декември 1827.
През 1832 е назначен за командир на фрегатата „Екатерина“ и повишен в звание капитан 2-ри ранг. От 1833 до 1842 е командир на фрегатата „Фершампенуаз“, като през 1836 става капитан 1-ви ранг.
През 1844 е повишен в звание контраадмирал, напуска военна служба и се отдава на административна дейност. По време на административната си служба заема различни длъжности, като от 1860 до смъртта си е член на съвета на Министерството на държавните имущества. През 1854 е произведен във вицеадмирал, а през 1866 – в адмирал.
Умира на 12 октомври 1869 година в Санкт Петербург.

## Памет
Неговото име носят:
- езеро Анжу (75°51′38″ с. ш. 142°01′48″ и. д. / 75.860556° с. ш. 142.03° и. д.)
- нос Анжу (74°44′35″ с. ш. 138°07′08″ и. д. / 74.743056° с. ш. 138.118889° и. д.) на югозападния бряг на остров Котелни от Новосибирските острови;
- острови Анжу – група от 3 острова в централната част на Новосибирските острови;
- полуостров Анжу (76°05′ с. ш. 141°45′ и. д. / 76.083333° с. ш. 141.75° и. д.) в най-северната част на остров Котелни от Новосибирските острови;